# Batracomorphus hipponax
Batracomorphus hipponax är en insektsart som beskrevs av Rauno E. Linnavuori 1969. Batracomorphus hipponax ingår i släktet Batracomorphus och familjen dvärgstritar. Inga underarter finns listade i Catalogue of Life.